# Teatr Brama
Teatr Brama – polski teatr alternatywny, założony w 1996 r. w Goleniowie przez Daniela Jacewicza.
Do roku 2006 związany z Goleniowskim Domem Kultury, w latach 2006–2008 przejściowo działał w Szczecinie i Srebrnej Górze, w połowie 2008 r. powrócił do Goleniowa, gdzie działa jako samodzielna instytucja, przy współpracy z Urzędem Gminy i Miasta, GDK i Klubem Rampa. W 2011 roku otrzymał od władz miasta własną siedzibę. Gospodarz Ogólnopolskich Spotkań Teatralnych Bramat, organizowanych od 1999 r., i współorganizator Wiejskiego Festiwalu Sztuki w Strzelewie. Laureat najważniejszych nagród polskiego teatru alternatywnego Łódzkie Spotkania Teatralne, poznańska Malta, Biesiada Teatralna w Horyńcu Zdroju, Barbórkowe Spotkania Teatralne w Dąbrowie Górniczej, Windowisko w Gdańsku i in. Teatr występował też za granicą, m.in. w Niemczech, na Łotwie, w Norwegii, Belgii, Serbii, Armenii, Peru, na Ukrainie. Na swoim koncie ma też współpracę z istotnymi dla polskiej sceny grupami (m.in. Teatr Kana ze Szczecina, Stowarzyszenie Teatralne Chorea z Łodzi, Stajnia Pegaza z Sopotu, Teatr Cinema z Michałowic) oraz teatrami i podmiotami międzynarodowymi (Schloss Broellin i Metropolis Thater z Niemiec, Free Street Theater z USA, Stella Polaris z Norwegii). Animator kultury w Goleniowie, prowadzi zajęcia warsztatowe i dydaktyczne, pomaga organizować projekty kulturalne i edukacyjne na skalę regionalną, ogólnopolską i międzynarodową. Od 2012 roku Teatr Brama razem z innymi teatrami z województwa zachodniopomorskiego współtworzy Zachodniopomorską OFFensywę Teatralną.

## Spektakle
- 1996 - Zaduszki Gotyckie
- 1997 - Rondo
- 1998 - Próby
- 1999 - Żołnierz Królowej Madagaskaru
- 2000 - Zabawa
- 2001 - Zapiski oficera Armii Czerwonej
- 2001 - Szłość samojedna
- 2002 - Jubileusz
- 2002 - Iwona, księżniczka Burgunda
- 2003 - Gaz (jako Akcja Zygmuntowa, wspólny projekt Bramy i Teatru Stajnia Pegaza z Sopotu)
- 2003 - Epizod o śmierci
- 2004 - Przekleństwo
- 2004 - Niedobre oblicza
- 2005 - Poszukiwacze szczęścia
- 2007 - My
- 2009 - Gaz (w nowej wersji, wspólnie z Teatrem Off de Bicz z Sopotu)
- 2009 - Uczucie w dźwięku - Apotheosis
- 2013 - Fale
- 2014 - Poczekalnia
- 2014 - Cztery kute asy
- 2014 - Vowa
- 2014 - Spowiedź Masochisty
- 2015 - Fakeryzm
- 2016 - Hair
- 2017 - Psyrcle
- 2017 - Meduza
- 2017 - Ghost Dance
- 2019 - Moja Gra
- 2019 - Positivo

## Ważniejsze projekty Teatru Brama
- 1999 - Wieczór Piosenki Aktorskiej
- 2003 - Wieczór piosenki aktorskiej (Miłość nam wszystko wybaczy
- 2003 - Akcja "Wiśniewski" (happening w goleniowskim klubie Labirynt)
- 2004 - Wieczór piosenki aktorskiej (Poeci nie zjawiają się przypadkiem)
- 2005 - A mury runą (podczas I Festiwalu Hanzeatyckiego w Goleniowie, razem z GDK, Teatrem Realistycznym ze Skierniewic, Artim Grabowskim z Krakowa, oraz grupami teatralnymi z Maszewa, Gryfina, Kalisza Pomorskiego, Dębna, Polic, Nowogardu, Warszawy)
- 2005 - Dusza, Ciało, Maszyna (zrealizowany z grupą z Greifswaldu, zakończony pokazem podczas Bramatu 2005)
- 2006 - Artystyczna rozmowa z naturą (koncert pieśni na jeziorze w Białym Zdroju)
- 2006 - Antygona (we współpracy z Teatrem Kana, ST Chorea i Schloss Broellin)
- 2006 - Pobudzić chwilę (we współpracy z grupą z Greifswaldu, zakończony pokazem w Teatrze Kana)
- 2006/2007 - Planeta 2 (z kilkoma grupami europejskimi, zakończony pokazem w Teatrze Współczesnym w Szczecinie)
- 2007 - M=Ec2 (projekt cyrkowy, zakończony pokazami w zachodniopomorskich wioskach)
- 2007 - Letnia Wioska Artystyczna (animowanie kultury w Srebrnej Górze w wakacje 2007 r.)
- 2007 - Wieczór piosenki aktorskiej (Śmierć Ofelii)
- 2008 - Stacja wspomnień (polsko- niemiecki projekt historyczny, zakończony pokazem podczas Bramatu 2008)
- 2009 - Przystanek Rock (akcja muzyczna w wioskach powiatu goleniowskiego)
- 2010 - Platforma (projekt polsko-niemiecki z Teatrem Expedition Metropolis z Berlina, zakończony wspólnym spektaklem)
- 2010 - Ekspedycja Peru (wyprawa artystyczna do Peru wspólnie z Teatrem Expedition Metropolis z Berlina na zaproszenie Teatru Arena y Esteras z Limy)
- 2011 - Santa Hanza (podczas III Festiwalu Hanzeatyckiego w Goleniowie, razem z innymi teatrami zachodniopomorskimi)
- 2011 - Hanza OFF (we współpracy z Teatrem Krzyk z Maszewa i Teatrem StuThe z Greifswaldu)
- 2011/2012 - Snow Sound (międzynarodowy projekt muzyczny, pierwsza impreza w nowej siedzibie Teatru)
- 2012 - Polski OFF - Ukraina (wyjazd artystyczny na Ukrainę, we współpracy z Teatrem DAX z Kijowa i Teatrem na Żukach z Charkowa)
- 2012 - Akademia Teatru Alternatywnego (ogólnopolski projekt edukacyjny dla animatorów społeczno-kulturalnych i praktyków kultury z niewielkich miejscowości, we współpracy z Teatrem Krzyk z Maszewa; w ramach projektu udział wzięli też: Teatr Kana ze Szczecina, Teatr Chorea z Łodzi, Teatr Ósmego Dnia z Poznania, Arti Grabowski z Krakowa)
- 2013 - Active Contribution of Theatre (praca z młodzieżą w Grecji, we współpracy z Youth Mobility Center)
- od 2011 roku przy Teatrze funkcjonuje Teatr Mała Brama, skupiający dzieci w wieku przedszkolnym i wczesnoszkolnym, założony oraz prowadzony do roku 2014 przez Aleksandrę Nykowską. Obecnie teatr jest kierowany przez aktorkę Teatru Brama, Anastasiię Miedviedievą
- od roku 2011 Teatr Brama przyjmuje obcokrajowców na roczny wolontariat w ramach Erasmus + (EVS),
- 2015 - 2019 Projekt CARAVAN Next (projekt o zasięgu europejskim i światowym wraz z Nordisk Teaterlaboratorium – Odin Teatret i ok. 30 innymi partnerami z Europy.

## Festiwale
- Ogólnopolskie Spotkania Teatralne Bramat, organizowane od 1999 r. w różnej formule, w Goleniowskim Domu Kultury oraz wykorzystując przestrzeń Goleniowa. Od roku 2002 na festiwal zaczęły przyjeżdżać zespoły z zagranicy; w latach 2004 i 2005 Bramat miał charakter konkursu. W 2006 r. nastąpiła przerwa, w 2007 festiwal odbył się w Srebrnej Górze, w 2008 r. powrócił do Goleniowa. W latach 2008–2011 festiwal organizowano na Stacji Muzycznej Rampa i w GDK, w 2012 roku Bramat po raz pierwszy miał miejsce w siedzibie Teatru. W ciągu wszystkich lat na festiwalu wystąpiły dziesiątki artystów z Polski: Teatr Kana ze Szczecina, Teatr Ósmego Dnia z Poznania, Teatr Unia Niemożliwy z Warszawy, Teatr Porywacze Ciał z Poznania, Teatr Realistyczny ze Skierniewic, Jan Peszek, Anna Chodakowska, Arti Grabowski, Teatr Krzyk z Maszewa, zespoły muzyczne: Dikanda, Łąki Łan. Uczestniczyły też zespoły teatralne i muzyczne z Niemiec, ze Słowacji, Łotwy, Grecji, Ukrainy. Kilkakrotnie odbywały się warsztaty teatralne prowadzone przez praktyków teatru i performance (Arti Grabowski, Janusz Bałdyga, Teatr Ósmego Dnia), wydawana była gazeta festiwalowa. Łącznie w festiwalu w charakterze widzów i twórców brały udział setki osób.
- Wiejski Festiwal Sztuki w Strzelewie - organizowany od 2006 r., razem ze strzelewskim Ośrodkiem Poszukiwań Twórczych Zygmunt Heland i Teatrem Kana ze Szczecina.
- Festiwal Młodości Teatralnej Łaknienia - dwie pierwsze edycje odbyły się pod nazwą Zachodniopomorski Przegląd Twórczości Teatralnej Łaknienie; Teatr Brama był pomysłodawcą i współorganizatorem przeglądu (obok Goleniowskiego Domu Kultury i I LO w Goleniowie) w 2006 r. W przygotowaniu drugiej edycji Teatr nie wziął udziału, a przez następnych kilka lat festiwal w ogóle nie był organizowany. Impreza wznowiona została przez Bramę w roku 2012 pod obecną nazwą i jako przegląd ogólnopolski; był to pierwszy festiwal przygotowany w nowej siedzibie Teatru. W latach 2013 i 2014 odbyły się kolejne edycje.
- Festiwal Ludzka Mozaika - wydarzenie zorganizowane jednorazowo na przełomie sierpnia i września 2018 roku w Goleniowie. Festiwal trwał 10 dni, składał się z 5 podfestiwali i ponad 200 wydarzeń. Festiwal stanowił zakończenie europejskiego projektu Caravan Next.

## Nagrody
Ważniejsze nagrody i wyróżnienia dla Teatru Brama i Daniela Jacewicza:
2022
- Nagroda im. Konstantego Puzyny „za konsekwentną, zespołową pracę teatralną i społeczną”.
2019
- Tytuł Wydarzenia Roku przyznany przez redakcję Gazety Goleniowskiej za spektakl otwarcia Festiwalu Ludzka Mozaika „Bestseller The Wall”,
- Nagroda Kulturysta Roku 2018 dla Daniela Jacewicza przyznana przez dziennikarzy Radiowego Domu Kultury (Program Trzeci Polskiego Radia);
2018
- Laureat 1. Konkursu na Najlepszy Spektakl Teatru Niezależnego "The best OFF" za spektakl Ghost Dance”. W konkursie organizowanym przez portal teatralny.pl oraz Kwartalnik Teatralny nietak!t wzięły udział 224 teatry niezależne z całej Polski. Nagroda przyznana przez jury w składzie: Piotr Cieplak, Marcin Kęszycki, Dariusz Kosiński, Katarzyna Knychalska i Piotr Olkusz, 
- 2 miejsce dla spektaklu „Ghost Dance” podczas XIX Ogólnopolskiego Festiwalu Teatrów Niezależnych w Ostrowie Wielkopolskim,
- Medal „Zasłużony dla kultury polskiej” dla Daniela Jacewicza przyznany przez Ministra Kultury i Dziedzictwa Narodowego;
2017
- Nagroda za reżyserię spektaklu „Ghost Dance” przyznana podczas 42 Festiwalu Teatralnego w Mostarze (Bośnia);
2016
- Nagroda Marszałka Województwa Zachodnioporskiego „Pro Arte”.
Uzasadnienie: prowadzony przez niego Teatr Brama, nagradzany w kraju i zagranicą, jest miejscem łączącym sztukę, edukację kulturalną i społeczną. Nie do przecenienia jest jego wpływ na twórczy rozwój dzieci i młodzieży. Prowadzony przez niego ośrodek teatralny promienieje dobrą energią i kreatywnością w całym regionie.
- Grand Prix XVII Ogólnopolskiego Festiwalu Teatrów Niezależnych w Ostrowie Wielkopolskim za spektakl „Fakeryzm”,
2015
- II nagroda w Rybniku na Festiwalu Sztuki Teatralnej za spektakl „Fakeryzm” reż. Daniel Jacewicz,
- Główna nagroda na Ogólnopolskim Festiwalu Młodych „Alchemia Teatru” w Krakowie za spektakl „Fakeryzm” reż. Daniel Jacewicz,
- Główna nagroda na Festiwalu Chimera w Olecku za spektakl „Fakeryzm” reż. Daniel Jacewicz,
- Główna nagroda na Zgierskich Spotkaniach Teatralnych za spektakl „Fakeryzm” reż. Daniel Jacewicz;
2014
- Nagroda publiczności podczas IV Festiwalu Teatralna Elipsa Kreatywności im. Zygmunta Zdanowicza w Policach za spektakl „Poczekalnia” reż. Daniel Jacewicz,
- Główna nagroda podczas Ogólnopolskiego Festiwalu Młodych „Alchemia Teatru” w Krakowie za spektakl „Poczekalnia” reż. Daniel Jacewicz,
- Główna Nagroda podczas Ogólnopolskiego Festiwalu Chimera w Olecku za spektakl „Poczekalnia” reż. Daniel Jacewicz;
2010
- Nagroda specjalna podczas Ogólnopolskiego Festiwalu Teatrów Niezależnych w Ostrowie Wielkopolskim za spektakl „MY” reż. Daniel Jacewicz;
2009
- II miejsce podczas przeglądu teatrów z okazji III Toruńskich Spotkań Kultury Studenckiej za spektakl „MY” reż. Daniel Jacewicz,
- Nagroda Telewizji Polskiej w Warszawie „Dolina Kreatywna” za spektakl „MY” reż. Daniel Jacewicz;
2008
- Główna nagroda podczas Łódzkich Spotkań Teatralnych dla Teatru Brama za spektakl „MY” reż. Daniel Jacewicz,
- Nagroda aktorska oraz wyróżnienie dla Teatru Brama podczas X Festiwalu Teatrów Amatorskich „Garderoba Białołęki” w Warszawie za spektakl „MY” reż. Daniel Jacewicz,
- Nagroda podczas Ogólnopolskiego Festiwalu Teatrów Studenckich ATENA w Pułtusku za spektakl „MY” reż. Daniel Jacewicz;
2007
- Nagroda dla Teatru Brama podczas Festiwalu Sztuk Windowisko w Teatrze Miniatura w Gdańsku za spektakl „MY” reż. Daniel Jacewicz;
2006
- Nagroda Starosty Goleniowskiego „OPTIMUS” w dziedzinie kultury dla Daniela Jacewicza;
2004
- III nagroda na VIII Ogólnopolskim Festiwalu Teatralnym w Częstochowie za spektakl „Niedobre Oblicza” reż. Daniel Jacewicz,
- III nagroda na Ogólnopolskim Festiwalu Horyzontalny w Chodzieży za spektakl „Przekleństwo” reż. Daniel Jacewicz;
2003
- III nagroda na Ogólnopolskim Festiwalu Horyzontalnym w Chodzieży za spektakl „Zabawa” reż. Daniel Jacewicz,
- Grand Prix X Ogólnopolskiego Otwartego Festiwalu Teatrów ODEON w Andrychowie za spektakl „Zabawa”, reż. Daniel Jacewicz,
- Główna nagroda podczas VI Ogólnopolskiego Festiwalu Teatrów Studenckich „Wyjście z cienia” w Gdańsku za spektakl „Gaz” reż. Daniel Jacewicz,
- II nagroda podczas VII Ogólnopolskiego Festiwalu Teatrów Studenckich o Puchar Rektora Politechniki Częstochowskiej w Częstochowie za spektakl „Przekleństwo” reż. Daniel Jacewicz,
- II nagroda na Festiwalu Monodramów w Stargardzie Szczecińskim za spektakl „Przekleństwo” reż. Daniel Jacewicz,
- I miejsce podczas Łódzkich Spotkań Teatralnych za spektakl „Gaz” reż. Daniel Jacewicz;
2001
- III miejsce na III Festiwalu Teatrów Studenckich „PROSCENIUM” za spektakl „Zapiski oficera Armii Czerwonej” reż. Daniel Jacewicz;
2000
- I miejsce na Przeglądzie Krótkich Form Teatralnych w Teatrze Współczesnym w Szczecinie za spektakl „Zabawa” reż. Daniel Jacewicz,
- III miejsce oraz 2 wyróżnienia na Festiwalu Teatrów Studenckich PROSCENIUM w Teatrze STU w Krakowie za spektakl „Zabawa” reż. Daniel Jacewicz,
- Wyróżnienie I stopnia w Rejonowym Przeglądzie Amatorskich Zespołów Teatralnych w Nowogardzie dla Teatru Brama za spektakl „Zabawa” reż. Daniel Jacewicz,
- Wyróżnienie na Wojewódzkich Przeglądzie ARA w Świdwinie za spektakl „Zabawa” reż. Daniel Jacewicz,
- Nagroda tygodnika Gazeta Goleniowska i tytuł „Goleniowianin 2000” dla Daniela Jacewicza,
- Nagroda Burmistrza Gminy Goleniów Barnim dla Teatru Brama,
- Nagroda na Barbórkowych Spotkaniach Teatralnych w Dąbrowie Górniczej przyznana przez Towarzystwo Kultury Teatralnej za spektakl „Zabawa” reż. Daniel Jacewicz;
1999
- Wyróżnienie I stopnia na Rejonowym Przeglądzie Teatrów Amatorskich w Nowogardzie za spektakl „Próby” reż. Daniel Jacewicz,
- Nagroda główna na Wojewódzkim Przeglądzie Teatrów Amatorskich w Świdwinie za spektakl „Próby” reż. Daniel Jacewicz,
- Nagroda Burmistrza Gminy Goleniów Barnim dla Daniela Jacewicza;
1997
- Wyróżnienie na Przeglądzie Amatorskiego Ruchu Artystycznego w Nowogardzie za spektakl „Rondo” reż. Daniel Jacewicz;
1996
- Nagroda dla najlepszego aktora na V Przeglądzie Krótkich Form Teatralnych w Szczecinie dla Daniela Jacewicza z Teatru „7”.

## Znaczenie Bramy
Brama jest animatorem życia kulturalnego w Goleniowie i w regionie. Najlepszym przykładem wpływu Teatru jest działalność różnych, większych i mniejszych grup teatralnych, prowadzonych przez wychowanków Teatru (Teatr Krzyk w Maszewie, Pomarańcze... w Goleniowie, Teatr w Krzywym Zwierciadle w Stepnicy). Wszystkie te zespoły istnieją samodzielnie, mają na swoim koncie własne dokonania (przede wszystkim Teatr Krzyk, zaliczany do najciekawszych inicjatyw polskiej alternatywy teatralnej), a jednocześnie nie odżegnują się od swoich korzeni, co więcej ściśle współpracują z Bramą (która również włącza się w projekty grup pochodnych, np. Ogólnopolska Biesiada Wejrzenia w Maszewie).